# Tereza Martincová
Ne pas confondre avec Eva Martincová, également joueuse de tennis.
Tereza Martincová, née le 24 octobre 1994 à Prague, est une joueuse de tennis tchèque, professionnelle depuis 2011.

## Carrière
Tereza Martincová a remporté quatre tournois en simple sur le circuit ITF.
Elle est demi-finaliste des tournois de Québec en 2016 et de Gstaad en 2017 après avoir battu au second tour la tête de série n°1 Caroline Garcia. Elle est aussi demi-finaliste à Istanbul en 2020 après avoir une nouvelle fois battu Garcia. Elle dispute sa première finale dans un tournoi WTA à Prague en 2021, s'inclinant contre Barbora Krejčíková.

## Palmarès

### Titre en simple dames
Aucun

### Finale en simple dames
| No | Date       | Nom et lieu du tournoi        | Catégorie | Dotation  | Surface    | Vainqueure         | Score    |          |
| -- | ---------- | ----------------------------- | --------- | --------- | ---------- | ------------------ | -------- | -------- |
| 1  | 12-07-2021 | Livesport Prague Open, Prague | WTA 250   | 235 238 $ | Dur (ext.) | Barbora Krejčíková | 6-2, 6-0 | Parcours |

### Titre en double dames
| No | Date       | Nom et lieu du tournoi               | Catégorie | Dotation  | Surface    | Partenaire    | Finalistes                       | Score    |          |
| -- | ---------- | ------------------------------------ | --------- | --------- | ---------- | ------------- | -------------------------------- | -------- | -------- |
| 1  | 12-09-2022 | Zavarovalnica Sava Portorož Portorož | WTA 250   | 251 750 $ | Dur (ext.) | Marta Kostyuk | Cristina Bucșa Tereza Mihalíková | 6-4, 6-0 | Parcours |

### Finales en double dames
| No | Date       | Nom et lieu du tournoi            | Catégorie | Dotation  | Surface    | Vainqueures                      | Partenaire          | Score             |          |
| -- | ---------- | --------------------------------- | --------- | --------- | ---------- | -------------------------------- | ------------------- | ----------------- | -------- |
| 1  | 04-01-2022 | Melbourne Summer Set 2 Melbourne  | WTA 250   | 239 477 $ | Dur (ext.) | Bernarda Pera Kateřina Siniaková | Mayar Sherif        | 6-2, 67-7, [10-5] | Parcours |
| 2  | 10-01-2022 | Adélaïde International 2 Adélaïde | WTA 250   | 239 477 $ | Dur (ext.) | Eri Hozumi Makoto Ninomiya       | Markéta Vondroušová | 1-6, 7-64, [10-7] | Parcours |

## Parcours en Grand Chelem

### En simple dames
| Année | Open d'Australie | Open d'Australie       | Internationaux de France | Internationaux de France | Wimbledon       | Wimbledon         | US Open         | US Open           |
| ----- | ---------------- | ---------------------- | ------------------------ | ------------------------ | --------------- | ----------------- | --------------- | ----------------- |
| 2015  | —                | —                      | —                        | —                        | —               | —                 | Q1              | Nao Hibino        |
| 2016  | Q2               | Zhang Shuai            | Q1                       | Louisa Chirico           | Q1              | Zhu Lin           | —               | —                 |
| 2017  | Q1               | Julia Glushko          | Q2                       | Aleksandra Krunić        | Q1              | Myrtille Georges  | 1er tour (1/64) | Caroline Garcia   |
| 2018  | Q1               | Luksika Kumkhum        | Q1                       | Ysaline Bonaventure      | Q1              | Irina Falconi     | Q2              | Anhelina Kalinina |
| 2019  | Q3               | Veronika Kudermetova   | Q1                       | Marie Bouzková           | 1er tour (1/64) | Wang Yafan        | 1er tour (1/64) | Karolína Plíšková |
| 2020  | Q3               | Elisabetta Cocciaretto | Q3                       | Sara Errani              | Annulé          | Annulé            | 1er tour (1/64) | Petra Martić      |
| 2021  | Q2               | Maryna Zanevska        | 2e tour (1/32)           | Jessica Pegula           | 3e tour (1/16)  | Karolína Plíšková | 1er tour (1/64) | Victoria Azarenka |
| 2022  | 2e tour (1/32)   | Camila Giorgi          | 1er tour (1/64)          | Shelby Rogers            | 1er tour (1/64) | Karolína Plíšková | 1er tour (1/64) | Kaia Kanepi       |
| 2023  | 1er tour (1/64)  | Aryna Sabalenka        | 1er tour (1/64)          | Jeļena Ostapenko         | 1er tour (1/64) | Nadia Podoroska   | Q1              | Léolia Jeanjean   |
| 2024  | Q1               | Ann Li                 | —                        | —                        | Q2              | Alycia Parks      |                 |                   |

N.B. : à droite du résultat se trouve le nom de l'ultime adversaire.

### En double dames
| 2021 | —                                                                                         | —                                                                                | —                                                                                | —                                                                                   | 2e tour (1/16) M. Vondroušová \|\| style="text-align:left;" \| S. Aoyama E. Shibahara | 2e tour (1/16) M. Vondroušová \|\| style="text-align:left;" \| C. Gauff C. McNally |
| 2022 | 2e tour (1/16) M. Vondroušová \|\| style="text-align:left;" \| A. Danilina B. Haddad Maia | 1er tour (1/32) A. Petkovic \|\| style="text-align:left;" \| M. Kato A. Sutjiadi | 2e tour (1/16) M. Kostyuk \|\| style="text-align:left;" \| G. Dabrowski G. Olmos | 1er tour (1/32) A. Panova \|\| style="text-align:left;" \| N. Podoroska M. Sherif   |                                                                                       |                                                                                    |
| 2023 | 1er tour (1/32) D. Vekić \|\| style="text-align:left;" \| C. Gauff J. Pegula              | —                                                                                | —                                                                                | 1er tour (1/32) D. Vekić \|\| style="text-align:left;" \| L. Siegemund V. Zvonareva | —                                                                                     | —                                                                                  |

N.B. : le nom de la partenaire se trouve sous le résultat ; les noms des ultimes adversaires se trouvent à droite.

## Parcours en «Premier» et WTA 1000
Les tournois WTA « Premier Mandatory » et « Premier 5 » (entre 2009 et 2020) et WTA 1000 (à partir de 2021) constituent les catégories d'épreuves les plus prestigieuses, après les quatre levées du Grand Chelem. 

De 2009 à 2023, les tournois Premier Mandatory (dits tournois WTA 1000 obligatoires entre 2021 et 2023) regroupent Indian Wells, Miami, Madrid et Pékin, les autres constituant les tournois Premier 5 (tournois WTA 1000 non-obligatoires). À partir de 2024, le nombre de tournois WTA 1000 passe à 10 par saison (fin de l’alternance Doha / Dubaï), ces derniers devenant tous obligatoires et offrant tous 1000 points à la vainqueure (contre 900 points précédemment pour les tournois Premier 5).

### En simple dames
| Année |       |                         |                        |                             |                               |                             |                              |                              |                             |                 |  |                             |
| Doha  | Dubaï | Indian Wells            | Miami                  | Madrid                      | Rome                          | Canada                      | Cincinnati                   | Pékin                        |                             | Wuhan           |  |                             |
| Doha  | Dubaï | Indian Wells            | Miami                  | Madrid                      | Rome                          | Canada                      | Cincinnati                   | Pékin                        | Guadalajara                 |                 |  |                             |
| Doha  | Dubaï | Indian Wells            | Miami                  | Madrid                      | Rome                          | Canada                      | Cincinnati                   | Pékin                        |                             |                 |  |                             |
| 2021  |       | Hors catégorie          | 3e tour (1/8) C. Gauff | 2e tour (1/32) E. Svitolina | 2e tour (1/32) B. Andreescu   |                             |                              | 1er tour (1/32) A. Anisimova |                             | Annulé          |  | Annulé                      |
| 2022  |       | 3e tour (1/8) O. Jabeur | Hors catégorie         | 2e tour (1/32) P. Badosa    | 1er tour (1/64) K. Muchová    | 1er tour (1/64) E. Raducanu | 1er tour (1/32) A. Anisimova | 1er tour (1/32) B. Bencic    | 2e tour (1/16) A. Kontaveit | Hors calendrier |  | 1er tour (1/32) M. Bouzková |
| 2023  |       | Hors catégorie          |                        |                             | 2e tour (1/32) B. Haddad Maia |                             | 1er tour (1/64) A. Cornet    |                              |                             |                 |  |                             |

Sous le résultat, l’ultime adversaire.
1. 1 2   Les tournois de Doha et Dubaï alternent le statut de tournoi WTA 1000 (ex Premier 5) entre 2009 et 2023 : les trois premières éditions ont lieu à Dubaï, les trois suivantes à Doha, puis Dubaï accueille le tournoi de cette catégorie les années impaires et Dubaï les années paires. De 2011 à 2023, la ville qui n’accueille pas de WTA 1000 organise à la place un tournoi WTA 500 (ex Premier).
2. 1 2 3 4 5 6 7   L’ordre de déroulement des tournois a évolué depuis 2009 : Rome se dispute avant Madrid et Cincinnati avant Montréal/Toronto jusqu’en 2010, tandis que Tokyo/Wuhan/Guadalajara ont lieu avant Pékin jusqu’en 2023.
3. 1 2  Du fait de la pandémie de Covid-19, les tournois d’Indian Wells, de Miami, de Madrid, du Canada, de Wuhan et de Pékin sont annulés en 2020. Ces deux derniers le sont également en 2021. Pour des raisons d’organisation, le tournoi de Cincinnati 2020 a exceptionnellement lieu à Flushing Meadows à New York.
4. ↑  Le 1er décembre 2021, le président de la WTA, Steve Simon, annonce que tous les tournois prévus en Chine et à Hong Kong sont suspendus à partir de 2022, en raison de préoccupations concernant la sécurité et le bien-être de la joueuse de tennis chinoise Peng Shuai après ses allégations de relations sexuelles non-consenties avec Zhang Gaoli, membre de haut rang du Parti communiste chinois. Le tournoi de Pékin revient en 2023. Le tournoi de Guadalajara remplace celui de Wuhan pendant deux ans, ce dernier réapparaissant en 2024.

## Classements en fin de saison
| Année          | 2012 | 2013 | 2014 | 2015 | 2016 | 2017 | 2018 | 2019 | 2020 | 2021 | 2022 | 2023 | 2024 |
| Rang en simple | 457  | 297  | 277  | 183  | 159  | 140  | 212  | 126  | 120  | 48   | 73   | 151  | 329  |
| Rang en double | 680  | 650  | 387  | 923  | 594  | 817  | 527  | –    | –    | 189  | 85   | 630  | –    |

Source : (en) Classements de Tereza Martincová sur le site officiel de la Fédération internationale de tennis